# Leslieville
Leslieville est un quartier de la ville de Toronto, dans la province d'Ontario, au Canada.

## Cinéma
Des scènes du film Maps to the Stars de David Cronenberg (2014) y ont été tournées.